# Ban Zarbo
Ban Zarbo (* 29. Juli 1993) ist eine Schweizer Comiczeichnerin im Mangastil mit italienischen und dominikanischen Wurzeln. Sie ist die Zwillingsschwester von Gin Zarbo.

## Biografie
Ban Zarbo wurde 1993 in der Schweiz geboren und wuchs bereits früh mit Manga und Anime auf. Laut eigenen Angaben war es der erste Band von Naruto, der sie dazu inspirierte, selbst Manga zu zeichnen. Des Weiteren schöpft Ban Zarbo stets viel Inspiration aus Geschichten über Geister und übernatürliche Wesen der Dominikanischen Republik; Elemente, welche sich auch in ihren Werken wieder finden lassen.
Ihre Zwillingsschwester Gin Zarbo ist ebenfalls Manga-Zeichnerin, welche aktuell bei Altraverse unter Vertrag steht.
Der erste Doujinshi, den Ban Zarbo im Selbstverlag herausbrachte, hiess Kamo. Zunächst veröffentlichte Ban Zarbo diesen auf der Online-Plattform Animexx, später bot sie ihn dann auf den Manga- und Comic-Conventions in Deutschland zum Verkauf an. 2009 knüpfte Ban Zarbo Kontakte zum Verlag Tokyopop, welcher bei einer Mappensichtung auf der Leipziger Buchmesse auf die Zeichnerin aufmerksam wurde. Kamo erschien daraufhin 2017 unter dem Titel Kamo - Pakt mit der Geisterwelt bei Tokyopop und wurde 2018 mit dem AnimaniA Award in der Kategorie Bester Manga National ausgezeichnet.
Ab 2021 erscheint Ban Zarbos aktuelle Serie Cold - Die Kreatur bei Altraverse. Die Serie ist auf sechs Bände angelegt, wovon bereits fünf erschienen sind.